# 6672 Corot
6672 Corot este o planetă minoră (asteroid), cu un diametru de 2,144 km, din centura de asteroizi. A fost descoperită pe 24 martie 1971 la Observatorul Palomar de Cornelis Johannes van Houten și a fost numită după Jean-Baptiste Camille Corot. 
Obiectul prezintă o orbită caracterizată de o semiaxă mare de 2,4112565 UAi, o excentricitate de 0,21, o înclinație de 4,81003 ° în raport cu ecliptica.